# تاریخ اجتماعی زندیان
طایفهٔ زندیه خاندانی از قبایل فیلی و شعبه‌ای از الوار بودند که مدت‌ها در ملایر زندگی می‌کردند و به صحرانشینی به سر می‌بردند و در روستای بری از توابع ملایر و نواحی همدان زندگی می‌کردند. در زمان سلطهٔ افغان در ایران و به دست گرفتن قسمت غربی ایران زا طرف ترکان عثمانی مردم این طایف ی پیوسته به ترکان حمله کرده و آن‌ها را کشته و غارت کرده و خود را به یک سو می‌کشیدند.
در اواخر آذر ۱۱۶۴ آقا محمدخان- که همچنان سوادکوهیان را متحد زندیه می‌یافت و از تلاش آنان برای باز گرداندن نیروهای الوار به مازندران آگاه شده بود- اجازه غارت سوادکوه را صادر کرد....
از کتاب بر آمدن قاجار نوشته دکتر غلامحسین زرگری‌نژاد

## اصل و نسب طایفهٔ زند
طوایف لرستان از نظر لهجه به دو گروه لک و لر تقسیم می‌شوند. زبان لکی زبان ایرانی و اصیل است که قومی از اقوام ایرانی نژاد به نام لک بدان تکلم می‌کنند طوایف لک بیشتر در نواحی شمال و شمال غربی لرستان و همچنین در بین برخی از طوایف لرستان، ایلام، کرمانشاهان و قسمتی از همدان و قزوین زندگی می‌کنند طایفهٔ زند در زمرهٔ طوایف لک زبان به‌شمار می‌آیند اینان با شبانی روزگارشان را سپری می‌کردند و احیاناً در زمان شاه عباس اول از دامنه‌های زاگرس و نزدیکی ملایر کوچ داده شده‌اند. در کتب از آنان به عنوان لر یاد می‌شود و این امر ناشی از همان واقعیت است که کرد و لر را با وجود اختلافات زبانی و لهجه‌ای به نشانی واحد از آریاییان کوه نشین صفحات غرب کشور می‌رساند.

## خلاصه‌ای از شخصیت کریم خان
ویلیام فرانکلین در زمان جعفر خان زند پسر برادر کریم خان زند به ایران آمده بود، در سفرنامهٔ خود می‌نویسد «اگر به شاهی بتوان لقب کبیر داد آن شاه حتماً می‌توانست کریم خان باشد به‌طوری‌که کارهای او امروز هم شاهد این مدعی است» شاید امروز ایرانیان به کریم خان احترام بیشتر از آن زمان قایلند اما او را به مراتب کمتر از آن زمان یعنی سال ۱۲۱۵ که ملکم در ایران بود می‌شناسد و با شخصیت بسیار استثنایی اش آشنایی دارد او بسیار راحت و آسان دشواری‌های میدان جنگ و سخت‌گیری‌های سپاهیگری را تحمل کرده‌است کریم خان از یک تربیت خانوادگی صحیح برخوردار نبود و حتی خواندن و نوشتن نمی‌دانست و از این رو بسیار جالب است که پس از آشفتگی‌های ناشی از سقوط صفویه و حکومت نادرشاه، احتیاج به رهبری خردمند و توانا داشت

## اوضاع اجتماعی در دورهٔ زند
در دورهٔ زندیه مردم به شهرنشینی و روستانشینی و عشایر تقسیم می‌شدند. مهم‌ترین شغل مردم عادی در این دوره کشاورزی و دامپروری بود طبقات ثروتمند به تجارت و بازرگانی می‌پرداختند در این دوران عناصر شهرنشینی کمتر در امور مملکتی و لشکری سهم داشتند. امور خاص دولتی با توجه به ایلی بودن ایران اغلب با سران ایلات و قبایل بود؛ و مردم شهرنشینی غالباً به امور دادو ستد و تجارت می‌پرداختند. طبقهٔ باسواد و تحصیل کرده در شهرها و در مشاغل درباری یا نزد اعیان و نجبا و به تجارت تقرب داشتند.

### عادت و سنن ایرانیان در دورهٔ زند
جای شگفتی است که ایران در تمام طول تاریخ خود صورت ظاهر را حفظ کرده‌است شاید این حفظ ظاهر نتیجهٔ سلیقهٔ خاص او در برخورد با مسائل است ویلیام فرانکلین سیاح انگلیسی که در سال ۱۲۰۱ از ایران دیدن می‌کرد، می‌نویسد ایرانی‌ها به خاطر رفتار خوب، ادب و مهمان نوازی هایشان نسبت به مسافرین بیگانه (پارسی‌های مشرق زمین) هستند آن‌ها از بیگانگان با محرابی پذیرایی می‌کردند و مخصوصاً نسبت به اروپایی‌ها احترام به خصوصی قائل بودند آن‌ها بسیار مهمان نواز بودند و افتخار می‌کردند که کسی در خانهٔ آن‌ها مهمانشان باشد. اگر به دیدن کسی می‌رفتی نمی‌توانستی بی‌آنکه قلیان کشیده باشی یا چیزی خورده باشی خانهٔ میزبان را ترک کنی چون در این صورت میزبان آزرده می‌شد ایرانیان در برابر همگنان خود و کسانی که از نظر درجه و مقام از آن‌ها بالاتر بودند به نحو اغراق‌آمیزی مؤدب بودند
- معروف است که ایرانی علاقه‌مند به زیبایی کلام و جملات، در گفتگو بوده و است. در این دوره نیز کوشش می‌رفت که کلمات و جملات تا جایی که ممکن است زیبا و پر استعاره ایوا شود؛ و اغلب هنگام صحبت ابیاتی از شعرای بزرگ گذشته یا معاصر آورده می‌شد. این طرز صحبت عادت همهٔ مردم بود ود و ثروتمند و ندار و باسواد و بی سواد می‌کوشید که حرف خود را به زیباترین نحو ممکن بزند.
- اعتقاد به جادوگری و پیشگویی و طلسم در زندگی ایرانیان نقش مهمی را بازی می‌کرد شاید اصلاً کسی یافت نمی‌شد که یک یا دو دعا همراه خود نداشته باشد این دعاها روی تکهٔ کاغذی نوشته یا روی قطعاتی از نقره و طلا حک و بر بازو بسته می‌شد یا از گردن آویزان بود طلسم‌های مردم غنی و صاحب جاه که معمولاً از طلا و نقره بود با یاقوت و عقیق و سایر سنگ‌های قیمتی آراسته می‌گردید.
- ستاره‌شناسی و پیشگویی از ترتیب قرار گرفتن ستارگان در زندگی ایرانیان نقش مهمی داشت و تقریباً کمتر اقدام مهمی بدون مشورت با ستاره‌شناس و پیشگویی انجام می‌گرفت.
- پیشکش و دادن هدیه به هر مناسبتی بسیار معمول بود وقتی کسی از شاه یا حاکم یا ارباب خود تقاضایی می‌داشت هرگز بدون هدیه و پیشکش نزد او نمی‌رفت.
- میزان ثروت و امکانات یک نفر از تعداد زن‌ها و کنیزان و خدمت کاران و تعداد اسب‌هایی که داشت معلوم می‌شد.
- در آن دوره به اسب توجه خاصی می‌شد و هر کس که از نظر مالی توانایی نگهداری اسب را می‌داشت از اسبش به درستی نگهداری می‌کرد و می‌کوشید که با تجهیزاتی مثل زین و برگ میزان توانایی مالی خود را نشان دهد.
- آن‌ها علاقهٔ زیادی به شوخی و بازی با کلمات و طرح معما داشتند و در آن زمان بزرگترین جشن سال جشن نوروز بود تعطیلات و روزهای رسمی دیگر نیز همان‌هایی بود که امروز نیز داریم اما با توجه به موقعیت آن زمان و فراقت بیشتری که مردم داشتند و با توجه به اینکه احتمالات آن زمان سرگرمی کمتری داشت این جشن‌ها و تعطیلات مفصل تر از امروز برگزار می‌شد فرانکلین می‌گوید روز عید قربان سرود مخصوص خوانده می‌شد که همهٔ ایرانیان آن را از حفظ می‌دانستند شاید منظور دعای مذهبی عید قربان بوده‌است.

#### لباس و آرایش
در زمان مورد مطالعهٔ ما مردها کلاهی پارچه‌ای بر سر می‌گذاشتند که در حدود ۲۵ سانتی‌متر بلندی آن بود و سطح بالایش چهار گوشه داشت. رنگ این کلاه معمولاً مثل دیگر قطعات لباسشان سرخ بود فقط برای مراسم سوگواری رنگ آبی پررنگ انتخاب می‌شد. مردم ثروتمند عمامه‌ای داشتند که از شال کومان بود این عمامه هرگز در حضور شاه نیز از سر برداشته نمی‌شد همچنین کلاه سیاه پوست بره‌ای که آسترش نیز پوست بره سفید یا خاکستری بود بر سر گذاشته می‌شد عده‌ای عرق چین سرخ یا آبی یا سفید پارچه‌ای و گاهی چرمین بر سر داشتند. دولتمندان دور این عرقچین یک شال کشمیری می‌پیچیدند.
- پیراهن مرد عامی از پنبه بود که تا ران روی شلوار آویزان بود امروز هم پیراهن آویخته بر روی شلوار بین مردم طبقات پایین و خصوصاً در روستاها معمول است این پیراهن اغلب راه راه بود و روی شانهٔ راست با یک دکمه بسته می‌شد زمستان و تابستان گردن برهنه بود تنها فرق پیراهن ثروتمندان از مردم عامی در این بود که پیراهن ثروتمندان از ابریشم ریز باف تهیه می‌شد شلوارشان نیز از پنبه یا ابریشم بود که اغلب طرحی راه راه داشت این شلوار تا روی پا می‌رسید و خیلی گشاد بود مردم متمکن روی شلوار بر کمر خود شال کشمیری و مردم ندار کمری چرمین می‌بستند. مرد ثروتمند جوراب پنبه‌ای به پا می‌کرد که روی آن نقش پرندگان در رنگ‌های مختلف بافته شده بود این جوراب روی شلوار کشیده می‌شد.
مرد عامی کفش ساده‌ای به پا می‌کرد که تقریباً نوعی نعلین بود که از چرم‌های مختلف ساخته می‌شد و با بندهای چرمی بسته می‌شد. ایرانیان این زمان مانند هم دوره‌های گذشتهٔ خود زینت آلات را دوست می‌داشت و تا جایی که می‌توانستند خود را می‌آراستند بر انگشت هایشان انگشترهای متعددی داشتند و از گردن خود زنجیری زرین یا سیمین می‌آویختند و چندان آویزان بود که در لباس گم می‌شد.
خانم‌ها نیز مانند مردها شلوار می‌پوشیدند هنوز هم در روستاها زن‌ها بیشتر شلوار می‌پوشند و شلوار خانم‌ها در سده دوازدهم هجری از کمر تا قوزک پا با پنبه پر می‌شد آنچنانکه شناختن فرم پا مشکل بود خانم‌های متشخص و دولتمند شلوار گشاد تری می‌پوشیدند و چنان فاصله بین شلوار و ران و ساق پا با پنبه یا شبیه به آن پر یم شد که پاها به شکل گرز درمی‌آمد پیراهن خانم‌ها از کتان و پنبه یا ابریشم بود بر این پیراهن که خیلی بالاتر از زانو بود جلویش باز بود کمربندی که روی پیراهن بسته می‌شد از چرم یا پارچه‌ای معمولی یا ابریشم بود و معمولاً ملیله دوزی می‌شد که کمربند زنان ثروتمند در قسمت جلو با یک سگک زرین یا سیمین جواهر نشان بسته می‌شد به جای کمربند گاهی شال پنبه‌ای یا ابریشمی مورد استفاده قرار می‌گرفت.

##### کشاورزی
در سدهٔ دوازدهم هجری نیز کشاورزی به شیوهٔ کهن باستان به طریق آّیاری مصنوعی و دیمی بود در حقیقت بزرگترین مسلهٔ حیاتی ایرانیان از کوچ تاریخیشان به فلات ایران مسئلهٔ آبیاری بوده‌است. ایرانیان با روش هنرمندانه‌ای که برای به دست آوردن آب داشتند همیشه با مشکل آب مبارزه کردند ما حتی امروزه با برخورداری از پیشرفت‌های جهان صنعتی باز هم نمی‌توانیم از این ابتکار ارجمند پدرانمان یعنی حفر قنات بی‌نیاز باشیم تقریباً همهٔ سیاحانی که از یاران دیدن کرده‌اند شگفت زده به بررسی و مطالعه در ساختمان قنات‌ها پرداخته‌اند. پس از حفر قنات که می‌بایستی با حساب دقیق شیب زمین انجام می‌گرفت اگر دهانهٔ آب پایین‌تر از سطح دهکده بود یا موقعیت طوری بود که نمی‌شد آب را در استخر ذخیره کرد و به شیوهٔ یادشده از آن استفاده نمود ناگزیر آب قنات وسیلهٔ چرخ چاه بیرون کشیده می‌شد برای این منظور از سطلی چرمین استفاده می‌شد که تقریباً هشت لیتر ظرفیت داشت اگر سطح آب از سطح زمین چندان پایین نبود چرخ چاه با دست گردانده می‌شد در غیر اینصورت از چهار پایانی مانند گاو اسب و الاغ استفاده می‌شد. هروقت آّ جلوی آّ بسته می‌شد تا آّ کمی روی هم انباشته شود و بدین ترتیب تقسیم آن آسان تر گردد. شخصی که ملقب به میرآب بودبر قنات‌ها جریها، استخرها، بندهای یک یا چند آباد نظارت می‌کرد. به کمک قنات‌ها و آبیاری‌های مصنوعی که امروز هم بدون آن زراعت در ایران تقریباً غیرممکن می‌گردد کشاورزان و باغداران قادر بودند که بیشتر فراورده‌های کشاورزی را به حد وفور به عمل آورد. مهم‌ترین و معمولی‌ترین فراورده‌های کشاورزی گندم، برنج و جو بود جو معمولاً به رأی تغذیهٔ اسب و سایر چارپایان به کار یم رفت برنج مانند امروز یکی از غذاهای اصلی مردم بود گندم در آسیاب‌های آبی آرد می‌شد.

###### معماری
در آن دوره چون چوب کمیاب و خیلی گران بود خیلی از سقف‌ها به صورت گنبد پهن آجر ساخته می‌شد در مناطق مرطوب مثلاً در مازندران و گیلان سقف‌ها با سفال برنج و دیوارها با آجر پوشانده می‌شد در تمامی ساختمان نه چوب به کار می‌رفت نه آهن و نه چیز محکم دیگری. خانه‌ها تقریباً هیچوقت بیشت راز دو طبقه نداشت اما اغلب بالکن داشت یا سقف طوری ساخته می‌ش که از آن به جای بالکن استفاده می‌شد زیرا که سه تا پنج ماه سال را به پشتیبان یا روی بالکن می‌خوابیدند. دیوارها از بیرون و داخل با یک ورقهٔ زمین گل آهک یا گچ پوشیده می‌شد در دیوارهای داخلی خانه‌ها طاقچه‌ها و طاق‌هایی تعبیه می‌شد که لوازم روزانهٔ منزل از قبیل دیگ پیاله، کاسه، بشقاب، کوزه، آِینه و همچنین کتاب‌ها در آن نهاده می‌شد پنجره‌ها معمولاً کوچک بود.
خانه‌های ثروتمندان بالعکس بزرگ بود و شیشه‌های رنگینی داشت و در هر حال پنجره‌ها به طرف جنوب و توی حیاط گشوده می‌شد خانه‌ها تقریباً در حاشیه خیابان‌ها ساخته نمی‌شد بلکه داخل حیاط و آن هم طوری‌که کسی از داخل پنجرهٔ خانهٔ خود نیز همسایهٔ خود را نمی‌توانست ببیند معمولاً ساختمان‌ها بزرگ و جادار بود و با نقاشی تزیین می‌شد وسایل خانه با سادگی در گوشه و کنار جای داشت و راحتی ساکنین برای دست یافتن به وسایل منزل کاملاً رعایت می‌شد اتاق‌ها نظر به استفاده‌ای که از آن‌ها برده می‌شد تقسیم‌بندی مخصوصی داشت ساختمان‌ها از اتاق‌های متعدد با بنای ساده تشکیل می‌شد تزیین خانه خیلی ساده بود و این عبارت بود از زیلو یا حصیر قالی و نمد که در اتاق‌های مسکون انداخته می‌شد.

###### ادبیات
کریم خان خود نه از ادبیات چیزی می‌دانست و نه به آن علاقه داشت اما محیط سالمی که او به وجود آورد در نتیجهٔ امنیتی که پیدا شد رنسانس توانست بی‌آنکه تحدید شود به رشد خود اگر هم این رشد بسیار کند بود ادامه دهد. عبدالرزاق دنبلی که خود از ادبای این زمان است می‌نویسند در نتیجهٔ حکومت کریم هان و آسایش و آرامشی که او فراهم کرد شعرا و نویسندگان از گوشه انزوا و فراموشی بیرون آمده. با ترتیب بزمها و جالس ادبی دوباره به شعر فارسی رونش دادند و در اصفهان که غرق نعمت بود هر شب بزرگان دانشمندان با حضور خود در مجالس بزم او دبی شعرا مجلس آن‌ها را گرم کرد. باعث تشویق آن‌ها می‌شد یکی از مشخصات بارز تحول جدید ادبی روی برگرداندن از سبک هندی است که دویست سال تمام سبک شاعری یا بهتر بگوییم لفاظی بود با از بین رفتن سبک هندی مجدداً سبک عراقی سبک ساده استادان گذشته رونق و اوج گرفت این دوره بازگشت به سبک عراقی را برای اولین بار استاد محمدتقی بهار بررسی کرده‌است آن را بازگشت ادبی نامیده است این سبک پس از تغییراتی که در سال‌ها انقلاب مشروطیت و سال‌های اول پس از انقلاب به خود راه داد سبکی است که ما به آن می‌نویسیم

###### بازرگانی
وقتی کریم خان روی کار آمد به خاطر لشکر کشی‌های نادر به خاطر هرج و مرجی که پس از قتل او به وجود آمده بود امور بازرگانی و اقتصادی به شدت صدمه دیده بود اقدامات کریم خان برای رونق مجدد بازار و بازرگانی به عمل آورد کم‌کم مؤثر واقع شد و امر دادو ستد را دوباره بهبود بخشید یکی ازعوامل رونق بازار امنیت چشمگیری بود که در نتیجهٔ کوشش‌های مستمر کریم خان به وجود آمده بود کریم خان برای بهبود تجارت خارجی دو قدم بسیار مؤثر برداشت قدم اول با په پای امنیت داخلی، برقراری امنیت در خلیج فارس بود و واقعاً او برای ایجاد نظم در این شاهراه مهم دریایی ایران از هیچ کوششی بازنایستاد؛ و قدم دوم عقد قرادادهای بازرگانی خصوصاً با انگلستان بود کریم خان به خوبی تشخیص داده بود که بنیهٔ مالی مردم در نتیجهٔ دادو ستد بسیار ضعیف است و طلا که آن موقع ارز مملکت بود بسیار کمیاب است از این روی اقداماتی انجام داد تا در معاملات خارجی طلای کمتری از کشور خارج شود.

###### سازمان اداری
کریم خان مانند شاهان پیشین دستگاه طولانی نداشته‌است و دربار او را می‌توان یکی از ساده‌ترین دربارهای تمام طول تاریخ ایران به‌شمار آورد. کریم خان در سیستم حکومت ایران بدعت گذاشت. حکومت او را می‌توان حکومت وکالتی متمرکز نامیده به‌طوری‌که پس از فتح اصفهان به دست کریم خان زند و علیمردان خان بختیاری دو سردار فاتح ضمن پیمانی که با ابوالفتح خان بختیاری حاکم مغلوب اصفهان بستند. شاهزاده ابوتراب نوهٔ شاه سلطان حسین را به نام شاه اسماعیل سوم به سلطنت ایران برداشت. احتمالاً سازمان اداری زندیه با سازمان افشاریه فرق چندانی ندارد و این از آن جهت گفته شده‌است که اطلاعات چندانی در دست ما نمی‌باشد. البته سازمان اداری کریم خان به مقتضای نوع حکومت او بسیار خلاصه تر بوده‌است.

###### ارتش
در زمان زندیه ارتش ایران منحصر می‌شد فقط به نیروی زمینی نیروی دریای ایران آنچنان نبود که بتوان از آن به عنوان یک واحد نظامی یاد کرد بنابر مطالب، نیروی دریایی ایران در زمان زندیه چندان مهم نبود و اگر هم چند کشتی در خلیج فارس می‌شد فراهم کرد بازمانده‌ای بود مختصر از کشتی‌ها جنگی نادر شاه نیروی زمینی نیز تنها در زمان جنگ به صورت یک نیروی واقعی درمی‌آمد سربازان مسلح هنگم صلح عبارت بودند از گارد سلطنتی که نسبتاً با فنون جنگی آشنا بودند و دیگر سربازان گارد والی‌ها این سربازان همیشه هستهٔ اصلی نیروی نظامی ایران را تشکیل می‌دادند که به هنگام جنگ با به خدمت کشیدن و استخدام سربازان دیگر به نیروهای آن‌ها افزوده می‌شد. سواره نظام که توجه چندانی به آن نمی‌شد از مردم شهرها و روستاها استفاده می‌شد سردار کل سپاه از طرف شاه انتخاب می‌شد همچنین سرپرست‌های گروه‌های مختلف را نیز شاه انتخاب می‌کرد که بیشتر از میان رؤسای قبایل بود.
اسلحه پیاده‌نظام: عبارت بود از تفنگ سرپر که به کمک فتیله آتش می‌شد با آنکه سپاهیان با اسلحه آتشین آشنا بودند باز نیزه تیرکمان گرز خنجر، شمشیر و قمه بیشتر به کار می‌رفت تفنگ سر پر فقط به کمک پیاده‌نظام می‌آمد زیرا هنگام آتش کردن بر دو شاخه تکیه داده می‌شد. سواره نظام کارابین داشت که عادتاً فقط یک بار آتش می‌شد. سرباز سوار دو تپانچه داشت که زیر شال یا کمربند جای می‌گرفت. بیشتر سواران نیزه و خنجر و گرز داشتند که از زین آویزان می‌شد پیاده‌نظام که بسیار بربار و شکیبا بود هنگام حرکت برای جنگ به شکل گروه‌های فشرده و چند نفره درمی‌آمد که هر گروه میان خود پرچمی داشت. سواره نظام پشت سر پیاده‌نظام حرکت می‌کرد و از طرف فرماندهٔ مخصوص خود رهبری می‌شد.

## زندیه و کشمکش قبیله‌ای
زندیه که مرکزیت یافتن آن‌ها در شیراز موجب شد بار دیگر زندگی اجتماعی به علما وظیفهٔ محدود محول شود شیخ الاسلام شیراز که مستقیماً توسط حاکم به کار گمارده می‌شده بود بار دیگر ادارهٔ محاکم شرع را که ظاهراً قلمرو آن از محاکم عرف خیلی محدود تر شده بود به عهده گرفت. کریم خان بقعه امام زاده میر حمزه را ساختمان کرد؛ و مرقد شاه چراغ را که زیارتگاه مقدس تری بود تعمیر کرد مدرسه‌ای بنا کرد و آن را وقف کرد که پس از مرگش مدرسه خان نامیده شد و دست اندر کار ساختمان مدرسه دیگری بود که اجل مهلتش نداد. منازعاتی که از لحظهٔ مرگ کریم خان تا زمان غلبهٔ محمد خان قاجار میان طوایف افشاریه و زندو قاجار ادامه داشت مخصوصاً از رهگذر دسته‌بندی‌ها و اتحادهای قبیله‌ای بود.

## ساختار قدرت داخلی شهرها
ساختار عمومی قدرت داخلی شهرها از مناسبات میان اهالی و هیئت حاکمه تشکیل می‌شد در این میان بزرگان شهر در جایگاه طبقهٔ متوسط و میانجی هم در میان اهالی شهر و هم در میان دسته دیوانیان حاکم حضور داشتند بزرگانی که دارای پایگاه مردمی گسترده بودند معمولاً مشاغلی مانند کدخدایی محلات و ریاست اصناف به عهده داشتند به سبب آنکه نظام سیاسی پدر میراثی جامعه بر اساس اصل حمایت شکل می‌گرفت بزرگان برای بهره‌مند از حمایت اهالی و حفظ مقام خود در مواقع بحرانی مانند ستم هیئت حاکم یا تصرف شهرها توسط دشمن از حقوق مردم و زیر دستانشان دفاع می‌کردند دستهٔ دیگر از بزرگان شهری مقاماتی بودند که در هیئت حاکم صاحب منصب بودند این دسته سرچشمه‌های سیاسی و اجتماعی متنوعی داشتند عده‌ای از آنان مانند مقامات شیخ الاسلام قاضی و کلانتر هم به سبب داشتن جایگاه مذهبی خاندانی دارای پایگاه مردمی بودند و هم به دلیل داشتن منصب رسمی پایگاه حکومت گسترده‌ای داشتند

## تقسیمان کشوری
منابع گذشته در تقسیم‌بندی کشوری دورهٔ زند صحبت از ایالت و نیز ولایت دارند آنچه مسلم است هر دو تقسیم‌بندی در این دوره وجود داشته فارس و اصفهان را گاهی ایالت و زمانی ولایت خواندند تقسیمات کشوری عصر زند کم و بیش ارائه تقسیمات کشوری عصر زند و افشاری است. در این تقسیمات بالاترین مقام را والی داشت که از آن میان والی فارس مقام ارزشمندی دارا بوده‌است.
والی: این مقام از دورهٔ گذشته عالی‌ترین مقام کشوری بوده‌است اما والیان سرحدی به خاطر موقعیت جغرافیایی و سیاسی کماکان از اعتبار ویژه‌ای برخوردار بودند از ولایت عصر زندی می‌توان از ولایت عربستان لرستان کرمانشاهان و کردستان را نام برد؛ که کسانی مانند اسماعیل خوان یا محمد تقی گلستانه مدتی را به عنوان والی عهده‌دار امور آن منطقه بوده‌اند و. جمع التواریخ گرجستان را نیز از ولایت دانسته است. قابل اهمیت است که همان مناطقی که در زمان صفویه به عنوان ولایت اعلام شده بود در عصر زندیه نیز کماکان دارای والی بود

## مناصب نظامی
بالاترین منصب تشکیلات نظامی سردار سپاه بود که خود کریمخان بر عهده داشت.
سایر مشاغل نظامی عبارت اند از: قورچی باشی: از صاحب منصبان عمده نظامی که از لحاظ مقام و نفوذ پس از وزیر قرار داشت. در واقع قورچی باشی به منزلهٔ وزیر جنگ به‌شمار می‌رفته‌است. می‌توان گفت که قورچی باشی مقام دوم را پس از وی یعنی کریم خان در تشکیلات ارتشی داشته‌است.
توپچی باشی: مسولیت توپ خانه را بر عهده داشت و در جنگ‌ها به ویژه این سمت از اهمیت خاصی برخوردار بود منصب توپچی باشی اغلب مستقیماً زا جانب کریم خان تعیین می‌شود. سمت توپچی باشی را نیز میر آتشی نیز می‌گفتند.
تفنگچی باشی: از مناصب مهم ارتش زند بود این دسته در عصر شاه عباس و بنابر توصیهٔ آنتونی شرلی نذج گرفت. دسته‌های پیادهٔ ارتش را تشکیل می‌دادند. تفنگچیان لزگی نیز از زمره دسته‌هایی بودند که نویسنده مجمع التواریخ به آن اشاره می‌کند. در برخوردهای مختلف تفنگچیان نقش اساسی را در پیروزی ارتش داشتند.
قضاوت: بعد از شاه رسیدگی به کارهای قضایی مردم با قضات شرع بوده اما در موارد مذهبی و مخصوصاً برای طلاق قضاوت با شیخ الاسلام بوده. بیگلر بیک نظارت بر پلیس را اداره داشت.

## شهرنشینان
در عصر زند مانند دورهٔ صفویه و افشاریه عناصر شهرنشین کمتر در امور مملکتی و لشکری سهم داشتند امور خاص دولتی با توجه به ایلی بودن ایران در قرن دوازدهم هجری قمری اغلب با سران ایلات و قبایل بود؛ و مردم شهر قالبا به امور دادو ستد و تجارت می‌پرداختند. علاوه بر آن طبقهٔ باسواد و تحصل کرده نیز بنا بر ضرورت شغلی در شهرها تجمع داشتند و مشاغلی را در دربار و نزد اعیان و امرا یا تجار می‌یافتند؛ و از این طریق امرار معاش می‌کردند. از مناصب خاص آنان می‌توان مجلس‌نویسی منشی گری و تحصیل داری را نام برد.

## بردگان
در این دوره عدهٔ کمی از مردم ایران را غلامان یا کنیزان حرم سرای خصوصی تشکیل می‌دادند.
این بردگان معمولاً از افراد گرجی یا آفریقایی تشکیل می‌شدند که امکان داشت به صورت اسرای جنگی خریدو فروش شده باشند.

## درویشان
دربارهٔ نقش اجتماعی دراویش در عصر زند و حرکت‌های سیاسی آنان اطلاعات دقیقی در دست نداریم مشایخ دراویش هرچند یک بار در طول سفرها به ملاقات بزرگان می‌رفتند و در منازل اشراف و امرا مدتی باقی می‌ماندند میزبانان آنان را گرامی می‌داشتند و احتمالاً از نصایح آن‌ها بهره می‌بردند اما تا چه حدی دراویش زند در حرکت‌ها و تحولات اجتماعی مؤثر بودند سند معتبری در دست نیست.